# Bottidda
Bottidda (sardisk: Bòtidda) er en by og en kommune (comune) i provinsen Sassari i regionen Sardinien i Italien. Byen ligger i 396 meters højde og har 694 indbyggere (2016). Kommunen har et areal på 33,71 km² og grænser til kommunerne Bono, Bonorva, Burgos, Esporlatu, Illorai og Orotelli.